# Lose My Breath
"Lose My Breath" é um canção do girl group americano Destiny's Child. Foi escrito pelas próprias integrantes do trio, Beyoncé Knowles, Kelly Rowland, Michelle Williams com Rodney Jerkins, LaShawn Daniels, Fred Jerkins III, Sean Garrett e Jay-Z, para o quarto álbum de estúdio do grupo, Destiny Fulfilled (2004). A Columbia Records lançou "Lose My Breath", como o primeiro single do álbum no final de 2004. A canção foi parcialmente desenvolvido por Jerkins antes de ser apresentado ao Destiny's Child e seu refrão foi posteriormente escrito por Jay-Z.
Uma canção uptempo de R&B e dance-pop, "Lose My Breath" tem uma marcha militar e instrumental de percussão, liderada com diferentes efeitos sonoros em sua faixa de apoio. Ele recebeu críticas positivas de críticos de música, que geralmente elogiaram sua melodia e instrumentação. A faixa recebeu ainda uma indicação ao prêmio Grammy Awards, na categoria de Best R&B Performance by a Duo or Group with Vocals. "Lose My Breath" foi comercialmente um sucesso, alcançando o terceiro lugar no Estados Unidos no Billboard Hot 100 e alcançando o primeiro lugar em muitas paradas da Europa, aparecendo no top 10 em quase todos os gráficos.
O videoclipe do single, dirigido por Marc Klasfeld e filmado em Los Angeles, Califórnia, apresentou o Destiny's Child, realizando coreografias de dança retratando três personagens diferentes. A canção foi cantada durante a turnê do grupo Destiny Fulfilled ... And Lovin' It (2005) e em inúmeras aparições televisionadas e cerimônias de premiação em 2004 e 2005. A American Broadcasting Company usou "Lose My Breath" como a canção oficial para a NBA Playoffs em 2004 e 2005.

## Informações
"Lose My Breath" foi escrito por Beyoncé Knowles, Kelly Rowland, Michelle Williams, Rodney Jerkins, LaShawn Daniels, Fred Jerkins III, Sean Garrett e Jay-Z. A produção da canção foi tratada por Jerkins, Beyoncé, Rowland e Garrett. O produtor Jerkins, que já havia colaborado com o grupo em "Say My Name" (2000), havia trabalhado em "Lose My Breath" sem informar as Destiny's Child. Beyoncé e Williams ouviram a instrumentação de bateria e elas gostaram com a sensação de que a música não era nada como o som do rádio mainstream. Elas foram informaram sua companheira de banda Kelly Rowland, apresentando a canção. Ao lado de Jerkins, o grupo pediu ajuda ao rapper americano Jay-Z, que imediatamente criou um refrão, incluindo as partes "Você pode manter-se" sem ouvir a faixa. O grupo cantou o coro e escreveu os versos e ponte em torno dele. Durante uma entrevista com o complexo, Garrett ele lembrou o tempo que ele trabalhou com Williams na canção, dizendo: "Havia tanta magia acontecendo no estúdio. Provavelmente gravamos todas as músicas em cerca de um mês e todos os dias era uma nova música 'Lose My Breath' foi para a última parte do álbum e que foi uma música incrível que sentimos não só poderia ser grande no rádio, mas grande com bandas marchando. Eu estava em uma alta natural depois disso."
Após o hiato de quase dois anos do grupo, "Lose My Breath" foi considerado como a seu primeiro lançamento de retorno. Ele estreou em 9 de setembro de 2004 na AOL Music. Nos EUA, o single foi lançado em versões diferentes; "Lose My Breath" em si estava disponível para compra digital em 5 de outubro de 2004. Em 2 de novembro, ele foi lançado junto com "Soldier" e "Game Over" separadamente, sendo o primeiro um EP, com vários remixes de "Lose My Breath" também disponível. Um single de vinil de 12 polegadas, da canção foi lançado na mesma data. Um EP de remixes, foi lançado em 7 de dezembro, enquanto um Remix 2 Pak contendo dois remixes de Peter Rauhofer foi lançado em 16 de agosto de 2005. O single foi lançado para mercados em datas diferentes. Em 29 de outubro de 2004, um maxi single foi lançado na Austrália, com a versão do álbum da faixa, dois remixes e uma nova canção "Why You Actin". A música foi incluída nos álbuns de compilação do grupo #1 (2005) e Playlist: The Very Best of Destiny's Child (2012).

## Composição
"Lose My Breath" é canção de uptempo R&B e Dance-pop, com elementos de dancehall. Ela é executado com uma batida brightdance e um tempo de 120 batimentos por minuto. A canção é definida em tempo comum, composta na chave de E ♭ maior com os elementos vocais abrangendo a partir da nota baixa de C4 para a nota alta de D5. Os vocais das integrantes da banda em "Lose My Breath", foram descritos como "Com fôlego". A canção apresenta rápidas seqüências de bateria, batidas agudas com percussão de mão-clappy, crash de pratos, e itchy hi-hats, criando um som militar reminiscente a um drumline de uma banda de marcha. A sequência de tambor de abertura é amostrada da drumline de "Taps" executada pela University of Michigan Marching Band. Sintetizadores blips, também são utilizados na melodia da canção. Junto com esses instrumentos, a faixa de apoio, complexa da canção usa vários efeitos sonoros, como ondulação de aplausos, stomps, thumps, snare rolos e suspiros.
Liricamente, as protagonistas femininas desafiam seus "pretendentes" masculinos a cumprirem, em vez de estar cheios de promessas vazias; As mulheres ainda dizem que "Ele não está cumprindo oque diz". Williams ainda explicou o significado da canção durante uma entrevista com a MTV News, "Nós tivemos experiências com homens falando muito, mas eles não cumpriam o que diziam. Você disse que poderia fazer isso, mas não pode, Seja na pista de dança ou em qualquer outro lugar, Ele disse o que ele poderia fazer por você, mas ... " As letras são construídas no padrão chorus-verso. A canção se abre com as partes "Hit me" e os primeiros versos cantados por Beyoncé seguem: "Você consegue manter o ritmo, garoto?, Então me faça perder a respiração". O coro segue durante o qual o grupo repetidamente canta as partes: "Você pode acompanhar?". Os segundos versos de Rowland seguem onde ela canta as partes "Preciso de um salva-vidas e de proteção, Pra me colocar na direção certa". O coro é repetido duas vezes antes do refrão, por Williams. Depois da , o grupo canta as linhas "Você não entende a alma do negócio, Aqui estão suas contas, baby você está dispensado..., querido, você está dispensado", deixando o homem saber que ele não é bom o suficiente para elas. Rowland canta uma curta ad lib, e então o trio termina com um refrão repetido. Nick Reynolds da BBC, comparou-a música "Pass That Dutch" de Missy Elliott, e as canções do The Supremes. Ele também encontrou uma semelhança de nome com a canção de "Bring the Noise" do Public Enemy. Erich Anderson, da revista Slant, também comparou "Lose My Breath" com Pass That Dutch ".

## Recepção da crítica
Jenny Eliscu, da Rolling Stone, referiu-se a "Lose My Breath", uma faixa "transpirante" e uma "brincadeira de sexo percussiva", onde Destiny's Child "brinca com uma batida de banda". Nick Reynolds, da BBC, A bateria militar é "fantástica", a faixa é "emocionante" e seu teclado stabs "desagradável". Um escritor da Vibe, elogiou-o como "a batida, parte animalistica da música, tão urgente como um grito de guerra" com um "batida de tambores tribais." Tom Sinclair, da Entertainment Weekly, sentiu que "Lose My Breath", abriu o disco com "um começo suficientemente rápido" e concluiu: "Embora não seja um Bootylicious, tem mais energia e vigor nervosos do que quase Qualquer outra coisa até aqui." Um escritor da revista Billboard, sentiu que a música era "começo estimulante de amor". Kelefa Sanneh do The New York Times, descreveu-o como "adequadamente calistênico". O escritor da AllMusic, Stephen Thomas Erlewine, considerou a música para ser um destaque do álbum. Erich Anderson, da revista Slant, chamou a música de "coxa-pargo" e disse que era responsável pelo "aumento do uso de baquetas, como brinquedos sexuais". Bárbara Ellen do The Observer, sentiu que "Lose My Breath" era "do padrão exemplar", dos álbuns anteriores da banda, Survivor e The Writing's on the Wall. Em sua resenha, Alex MacPherson, da revista Stylus, escolheu a música como uma das melhores do álbum e descreveu,

"Lose My Breath" e "Soldier", são deslumbrantes, ambos exibiem a marca registrada de Beyoncé com letras assustadoramente submissas, combinadas com vocais dominantes e arranjos de efeito soberbos. O primeiro começa com uma batida marcial, e uma chamada de "bateu-me!" Que soa como um comando militar, e passa a colocá-lo através de uma série de movimentos sem pausa para respirar, Beyoncé e seus subordinados rachando o chicote cada vez que você mesmo pensar de sinalização.

The A.V. Club, Andy Battaglia do clube sentiu que "Lose My Breath" deu ao álbum uma "carga de abertura por meio de uma batida estridente da banda de marcha e tentativas ofegante de espremer um monte de palavras para fechar cantos musicais." Caroline Sullivan do The Guardian, descreveu a canção como "fantástica, pernas-no-ar". Paul Flynn, da mesma publicação escreveu que "relegou ainda mais as autros integrantes da Destiny's Child, à posição de cantores de apoio de Beyoncé". Tom Breihan, da Pitchfork Media, que elogiou a "incrível" programação de bateria de Jerkins e a "incompreensível" faixa de apoio, sentiu que faltava uma melodia: "Os vocais estão muito ofegantes, muito chorosos e muito processados e o momento emocionante da música, perto do final, onde as harmonias conseguem um pouco de espaço para jogar umas com as outras, com Abba-esque rococó aplomb, dura apenas por um segundo." A escritora Natalie Nichols Los Angeles Times, considerou sua produção "esperta" com uma "Percussão", de linhas de bateria de rat-a-tat propelindo "mas sentia que continha um único gancho expandido, em uma canção inteira. Lindsey Weber da New York Magazine, criticou a contribuição de Williams para a música, descrevendo-a como "fraca".

## Desempenhos comercial
"Lose My Breath" entrou no top 10 da Billboard Hot 100 antes de seu lançamento físico estreando no número 30 na semana que terminou em 2 de outubro de 2004. Na semana seguinte, ele passou para o número 12 devido a ser o de crescimento mais rápido da música no rádio. Após seu lançamento como um single, "Lose My Breath" passou do número quatro para o número três em 6 de novembro, que também se tornou sua posição de pico, tornando-se o nono top 10 do Destiny's Child.  Permanecendo no terceiro lugar por quatro semanas, o single teve um total de 23 semanas de gráficos. Da mesma forma, "Lose My Breath" teve um bom desempenho em outras paradas da Billboard nos EUA; Atingiu o número um na parada Hot Dance Club Songs na semana que terminou em 8 de janeiro de 2005 e os números três e dez no Mainstream Top 40 e Hot R&B/Hip-Hop Songs, respectivamente. No último gráfico, tornou-se o nono top 10 da banda em sua carreira até então. Foi certificado ouro pela Recording Industry Association of America (RIAA) em 28 de abril de 2005 pelas mais de 500.000 unidades adquiridas nos EUA.
"Lose My Breath" também foi bem sucedido em diferentes gráficos europeus. No UK Singles Chart, a canção estreou no número dois em 13 de novembro de 2004, um lugar que também se tornou a sua posição de pico naquele país. O single foi derrotado por "Just Lose It", de Eminem, que vendeu 2,000 mais que "Lose My Breath". Ele permaneceu no segundo lugar por três semanas consecutivas, entre os dez primeiros por sete semanas consecutivos e passou um total de onze semanas no gráfico. Em setembro de 2014, "Lose My Breath" é o terceiro single mais vendido do grupo naquele país, com 340.000 cópias vendidas. O single liderou o gráfico Ultratop na região da Flandres, na Bélgica, e as paradas de singles na Irlanda, Itália e Suíça. Foi certificado como Ouro pela Belgian Entertainment Association (BEA) e pela International Federation of the Phonographic Industry (IFPI) na Suíça, pelas mais de 25.000 e 20.000 unidades adquiridas nos países, respectivamente. "Lose My Breath" também entrou no top 10 em dez outros países da Europa. Na Alemanha, tornou-se o melhor single da banda, alcançando o número três na parada de singles. "Lose My Breath" ficou em primeiro lugar na parada European Hot 100 Singles para a semana que terminou em 4 de dezembro de 2004, passando quatro semanas consecutivas no topo até o final de 2004.
Em toda a Oceania, o single teve uma recepção similar no número cinco do ARIA Charts na Austrália em 15 de novembro de 2004. Atingiu o número três, três semanas após sua estréia e permaneceu nessa posição por mais uma semana. "Lose My Breath" permaneceu no gráfico por um total de 17 semanas sendo visto pela última vez no número 43 em 6 de março de 2005. A Australian Recording Industry Association (ARIA) premiou o single com uma certificação de platina pelas mais de 70.000 unidades adquiridas na região. No New Zealand Singles Chart, o single estreou no número 16 em 15 de novembro de 2004. Ele passou sete semanas chegando ao número quatro em sua quarta semana de gráficos, em 29 de novembro.

## Videoclipe

Rowland, Beyoncé e Williams no vídeoclipe da música "Lose My Breath".

O vídeoclipe de "Lose My Breath", foi dirigido por Marc Klasfeld e foi filmado em Los Angeles, Califórnia, . Destiny's Child tinha feito ensaios de dança, para o vídeo no final de abril e continuou no mês seguinte. Durante os ensaios, Beyoncé, quebrou seu isquiotibiais direito, enquanto dançou de forma exagerada a coreografia. Após a lesão, ela foi aconselhada por um especialista para evitar dançar e outras atividades físicas por uma semana; MTV News, informou ainda que a lesão poderia adiar ainda mais a filmagem do vídeo. No entanto, na semana seguinte, o grupo revelou em uma entrevista a publicação que o vídeo seria filmado como originalmente planejado com a perna de Beyoncé curada rapidamente. Ela disse: "O problema na minha perna foi realmente, uma bênção disfarçada, porque nos deu mais tempo para se preparar para o vídeo". Falando sobre o conceito do vídeo, Beyoncé revelou

É realmente uma dança-separada, as Destiny's Child, versus as suas gêmeas, entre um mais sofisticado "em-moda" e um mais "street", uma competição de dança na rua. E no final um terceiro Destiny's Child, ainda mais feroz assume. É muito trabalho duro para nós, porque temos que aprender três rotinas para a mesma música. As pessoas ficarão chocadas porque é diferente para nós. Eles nunca nos viram dançar dessa forma.

O vídeo ocorre principalmente em um beco, onde as três integrantes do Destiny's Child, estão dançando de forma separada. Enquanto a canção abre, começa com Beyoncé, Williams e Rowland que andam, representando as "Destiny's Child ferozes", vestido roupas no estilo, stilettos e de pele. Transforma-se ao grupo que estão vestidas com ternos vermelhos de Borgonha enquanto encontram suas cópias idênticas do hip-hop e do estilo dança de rua, com hoodies e botas de Timberland, começando executar uma dança-fora; a câmera focaliza em cada integrante do grupo que executa uma coreografia separada com seu rival na frente delas, durante suas partes solo. À medida que a música progride, Beyoncé, Michelle e Kelly, são acompanhadas por outros dançarinos do sexo masculino e feminino, no início do refrão da música. Durante suas partes, Rowland executa uma sequência de dança com dois dançarinos masculinos. Após o refrão da canção, os dois grupos diferentes dirigem-se para um outro lugar, onde são dadas boas-vindas por mais dançarinos e sua terceira versão mais "feroz", as rivais aparecem para o refrão final. O vídeo termina da mesma forma que ele começou, com as integrantes da versão "feroz" do grupo, andando.

### Lançamento e recepção
O videoclipe de "Lose My Breath", estreou no Total Request Live, (TRL) da MTV. Ele estreou no programa de vídeo em 26 de outubro de 2004, no número oito por 36 dias. Na contagem decrescente do MuchMusic Top 30, o vídeo estreou em 6 de novembro de 2004 no número 26. Ele atingiu o pico no número sete em 15 de janeiro de 2005, ficou lá por mais uma semana e foi gravado por um total de doze semanas. O vídeo da música foi apresentado nas edições DualDisc, dos álbuns #1 e Destiny Fulfilled, assim como no DVD bônus da edição do Destiny Fulfilled Tour. Também foi incluído no DVD Destiny's Child Video Anthology, um álbum de antologia de vídeo lançado em 2013.
Erika Ramirez e Jason Lipshutz escrevendo em nome da revista Billboard sentiram que as Destiny's Child, "voltaram forte, após um hiato de dois anos, mostrando suas habilidades de dança no vídeo" para "Lose My Breath".. Jess Harvell do site Pitchfork Media criticou a "estranha estola de vison" que Beyoncé usava no clipe. Um escritor da People, sentiu que o grupo emprestado de seus antigos olha para os seus equipamentos no vídeo "glamourizado, em stilettos e peles". Justin Myers, da Official Charts Company, considerou que era uma prova de que o grupo estava de volta em 2004, e mostrou que elas eram "totalmente kick-ass, tão belas autobiográficas". O vídeo da música foi nomeado para a categoria Best Dance Video na edição do MTV Video Music Awards de 2005, mas perdeu para Missy Elliott "Lose Control" (2005). Em 2014, o editor The Guardian, Michael Cragg, classificou o vídeo de "Lose My Breath" em sua lista dos dez melhores vídeos de Beyoncé. Ele comentou que o clipe apresentava um orçamento maior do que os lançamentos visuais anteriores do grupo e elogiou o conceito, dizendo: "É uma ideia simples executada perfeitamente, especialmente quando Beyoncé se dá o olho lateral, penteia os cabelos e depois assiste enquanto uma outras Beyoncé, dança como uma criatura possuída".

## Performances ao vivo

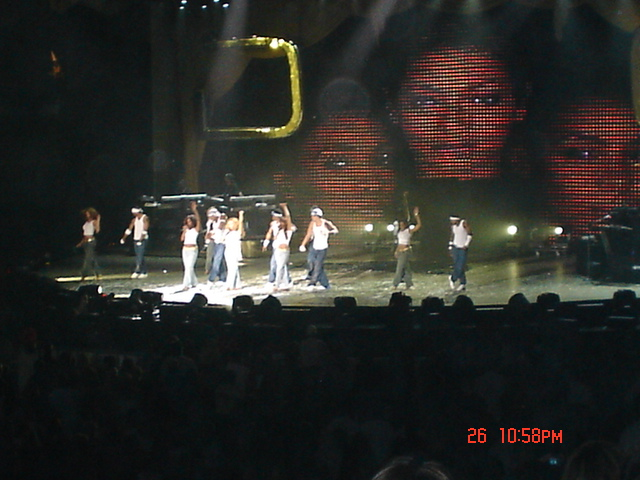
Destiny's Child performando "Lose My Breath" em 2005, durante a Destiny Fulfilled ... And Lovin' It.

A primeira apresentação ao vivo de "Lose My Breath", foi durante a abertura da temporada da Temporada da NFL de 2004, em 9 de setembro para o qual Destiny's Child, foi cercado por fumaça de máquinas de nevoeiro. O escritor do Chicago Tribune, Chris Malcolm, relatou: "Acho que o que mais me agrada é o olhar em branco de alguns dos fãs de futebol de Boston que apareceram cedo para assistir aos treinos e ao invés disso conseguiram uma versão ao vivo de "Lose My Breath". Em 25 de outubro de 2004, o grupo performou "Lose My Breath" durante os Radio Music Awards em Las Vegas, Nevada, começando com um arranjo de jazz harmonia. Destiny's Child apareceu no The Oprah Winfrey Show, em novembro de 2004, onde fecharam sua apresentação com uma interpretação da música. Em 8 de novembro de 2004, o trio apareceu no Total Request Live (TRL) e executou a música junto com "Say My Name". Elas foram para o programa de TV de entretenimento alemão Wetten, dass..?, Em 13 de novembro de 2004, realizando "Lose My Breath". O grupo cantou "Soldier" e "Lose My Breath" no NBA All-Star Game 2005 em 20 de fevereiro de 2005. Realizaram a canção outra vez nos ESPY Awards em julho, com a cerimónia de abertura da ESPN, quatro dias mais tarde. Destiny's Child performou "Lose My Breath", no concerto de beneficência Fashion Rocks, no New York's Radio City Music Hall, em fevereiro de 2006, que marcou sua última aparição televisionada como um grupo.
Em 2005, a música foi parte da set list, da turnê do grupo Destiny Fulfilled ... And Lovin' It, onde foi realizada durante o encore do concerto. As cantoras usavam t-shirts brancos e jeans e durante o final da performance foi debaixo de água em cascata no palco. Ao analisar um programa do grupo no Reino Unido, Adenike Adenitire, escrevendo para a MTV News, descobriu que o desempenho era ocasionalmente casual: "Era como assistir a três garotas e seus amigos, praticarem seus movimentos em uma festa de pijama. DC, para terminar uma noite que celebrou o grupo e os indivíduos dentro dela." Bárbara Ellen do The Observer, sentiu que a canção funcionou como um" encore estupendo".  A canção foi incluída na lista da trilha do álbum ao vivo do grupo, Destiny's Child: Live in Atlanta, (2006) que DVD da tour. Beyoncé cantou "Lose My Breath" no "Houston Livestock Show and Rodeo", em 15 de março como parte de um medley, durante o concerto.

## Formatos e faixas
| CD single do Reino Unido 1 1. "Lose My Breath" (Versão do Álbum) – 4:02 2. "Why You Actin'" – 4:29 CD single do Reino Unido 2 1. "Lose My Breath" (Versão do Álbum) – 4:02 2. "Lose My Breath" (Maurice's Nu Soul Mix) – 5:54 3. "Lose My Breath" (Paul Johnson's Club Mix) – 6:07 CD Maxi single 1. "Lose My Breath" (Versão do Álbum) – 4:02 2. "Lose My Breath" (Maurice's Nu Soul Mix) – 5:54 3. "Lose My Breath" (Paul Johnson's Club Mix) – 6:07 4. "Why You Actin'" – 4:29 | CD single dos EUA 1. "Lose My Breath" (Versão do Álbum) – 4:02 2. "Game Over" – 4:05 Pock CD alemão (3 polegadas) 1. "Lose My Breath" (Versão do Álbum) – 4:02 2. "Lose My Breath" (Paul Johnson's Club Mix) – 6:07 |

## Créditos
Os créditos são adaptados a partir das notas do Destiny Fulfilled.
- Vocais: Beyoncé Knowles, Kelly Rowland, Michelle Williams
- Produção vocal: Beyoncé Knowles, Kelly Rowland, Sean Garrett
- Gravação: Jeff Villanueva, Jim Caruna em Sony Music Studios, Nova York
- Mixagem: Tony Maserati
- Gravação mestre por: Tom Coyne
- Introducão por: Michigan Marching Band Drumline

## Desempenho nas tabelas musicais
| Chart (2004–05)                                | Maior posição |
| ---------------------------------------------- | ------------- |
| O campo songid é OBRIGATÓRIO PARA PARADA ALEMÃ | 3             |
| Austrália (ARIA)                               | 3             |
| Áustria (Ö3 Austria Top 75)                    | 8             |
| Bélgica (Ultratop 50 de Flandres)              | 1             |
| Bélgica (Ultratop 50 da Valônia)               | 3             |
| Canadá (Canadian Hot 100)                      | 16            |
| Dinamarca (Hitlisten)                          | 4             |
| Escócia (Scottish Singles Chart)               | 2             |
| Espanha (PROMUSICAE)                           | 2             |
| Estados Unidos (Billboard Hot 100)             | 3             |
| Estados Unidos (Billboard Mainstream Top 40)   | 3             |
| Estados Unidos (Billboard R&B/Hip-Hop Songs)   | 10            |
| Estados Unidos (Billboard Dance Club Songs)    | 1             |
| Europa (Billboard European Hot 100 Singles)    | 1             |
| Finlândia (Suomen virallinen lista)            | 3             |
| França (SNEP)                                  | 8             |
| Hungria (Dance Top 40)                         | 20            |
| Irlanda (IRMA)                                 | 1             |
| Itália (FIMI)                                  | 1             |
| Países Baixos (Single Top 100)                 | 4             |
| Noruega (VG-lista)                             | 2             |
| Nova Zelândia (Recorded Music NZ)              | 4             |
| Portugal (Associação Fonográfica Portuguesa)   | 2             |
| Reino Unido (UK Singles Chart)                 | 2             |
| Suécia (Sverigetopplistan)                     | 8             |
| Suíça (Schweizer Hitparade)                    | 1             |

| Chart (2004)                               | Posição |
| ------------------------------------------ | ------- |
| Austrália (Australian Singles Chart)       | 43      |
| Austrália (Australian Urban Singles Chart) | 20      |
| Bélgica (Belgian Singles Chart (Flanders)) | 40      |
| Bélgica (Belgian Singles Chart (Wallonia)) | 61      |
| EUA (Billboard Hot 100)                    | 58      |
| EUA (Hot R&B/Hip-Hop Songs)                | 80      |
| FRA (French Singles Chart)                 | 70      |
| Irlanda (Irish Singles Chart)              | 18      |
| Itália (Italian Singles Chart)             | 11      |
| Países Baixos (Dutch Singles Chart)        | 71      |
| Suécia (Swedish Singles Chart)             | 70      |
| Suíça (Swiss Singles Chart)                | 38      |
| Chart (2005)                               | Posição |
| Austrália (Australian Singles Chart)       | 58      |
| Bélgica (Belgian Singles Chart (Flanders)) | 59      |
| EUA (Billboard Hot 100)                    | 86      |
| EUA (Hot R&B/Hip-Hop Songs                 | 100     |
| Europa (European Hot 100 Singles)          | 32      |
| Suíça (Swiss Singles Chart)                | 21      |

## Vendas e certificações
| Região                                                                                             | Certificação | Vendas   |
| -------------------------------------------------------------------------------------------------- | ------------ | -------- |
| Austrália (ARIA)                                                                                   | Platina      | 70,000^  |
| Bélgica (BEA)                                                                                      | Ouro         | 25,000*  |
| Estados Unidos (RIAA)                                                                              | Ouro         | 500,000^ |
| Estados Unidos (RIAA) Ringtone                                                                     | Ouro         | 500,000^ |
| França (SNEP)                                                                                      | Prata        | 125,000* |
| Reino Unido (BPI)                                                                                  | Ouro         | 400,000  |
| Suíça (IFPI Suíça)                                                                                 | Ouro         | 20,000^  |
| *números de vendas baseados somente na certificação ^distribuições baseadas apenas na certificação |              |          |